# قلعة صيرة

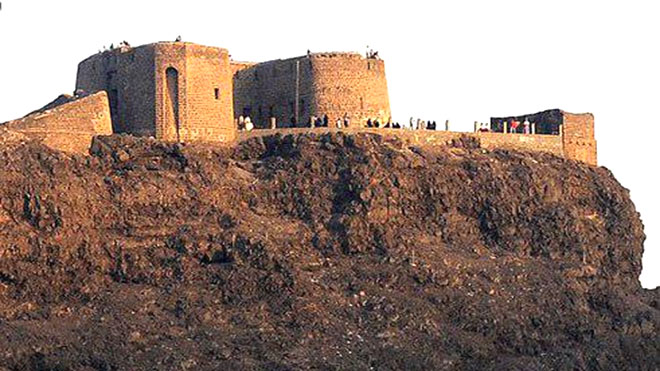
صورة مقربة لقلعة صيرة

قلعة صيرة هي موقع عسكري في عدن، اليمن. بنيت القلعة في القرن الحادي عشر الميلادي وحاليا يستخدمه الجيش اليمني. القلعة موجودة على جزيرة صيرة وهي جزيرة صخرية بركانية طويلة تقع بالقرب من ميناء عدن. وكانت هناك دراسات أثرية قليلة أجريت في المنطقة. إحدى النظريات تقول بأن القلعة بنيت في سنة 1173 من قبل الحاكم التركي على عدن الأمير عثمان الزانغابيلي التكريتي. وقد ثبتت القلعة خلال هجمات لاحقة ضد عدن من قبل البرتغاليين والأتراك خاصة في عام 1517. على الرغم من أن الميناء القديم بدأ يطمى والمركز التجاري الرئيسي انتقل في نهاية المطاف إلى الجانب الآخر من شبه جزيرة عدن واصل البريطانيون تطوير القلعة بعد وصولهم في عام 1839.
من أبرز القلاع وحصون مدينة عدن القديمة التاريخية وقد لعبت القلعة دوراً دفاعياً في حياة المدينة، حيث ومن خلالها تشكلت التحصينات الدفاعية في الجبل وتم صد الكثير من الهجمات والغزوات التي سعت للسيطرة على المدينة حتى صارت رمزاً للصمود امام هجمات الغزاة والطامعين والسيطرة على الميناء كان آخرها معركة التصدي التي قام بها سكان عدن بالدفاع عن المدينة باسلحتهم المتواضعة في وجه الاحتلال البريطاني في 19 يناير 1839م

## التسمية
تطلق تسمية صيرة على الجزيرة كلها بما في ذلك القلعة والذي اختلف كثيراً الباحثون المحليون في تعريفها. فقد ذكر صاحب «تاريخ عدن وجنوب الجزيرة العربية» وله السبق في تناول مثل تلك الموضوعات، ثلاثة حلول للتسمية:
أولها: ان المستعمرين البرتغاليين اطلقوا اسم «سيرة» والتي تعني لهم الجبل على هذه البقع.
ثانيها: ان الهنود وبحكم العلاقات التجارية وماقامت به عدن من دور كميناء هام كانوا يسمون عدن «سيرة سيت» ولعلها إشارة إلى أسطورة رأس الجني «راون» الذي يسكن السلسلة الجبلية الممتدة من جبل التعكر «جبل حديد حالياً».
ثالثها: أن صيرة بالعربية تعني السمك الصغير أو الساردين أو الشقوق والكهوف.

## الموقع
تقع قلعة صيرة على الجزيرة المعروفة باسم صيرة والتي تقع إلى الشرق من مدينة كريتر. وهي عبارة عن جبل يحيط بها البحر من اربع جوانب، حيث يبلغ ارتفاعه 430 قدماً فوق مستوى سطح البحر...
بالاعتماد على بعض الشواهد والمصادر التاريخية ومقارنتها والدراسة المتأنية لها يمكن ان نتواصل قدر الإمكان إلى تحديد زمن بناء القلعة والتي لا يمكن بأي حال من الأحوال إلاّ ان يكون بناقرها مرتبط ارتباطاً وثيقاً بنشوء وتطور الميناء والذي لا يمكن ان يتطور ويذيع صيته كأهم ثلاثة موانئ في العالم القديم ان لم يكن أهمها والتي ذكرت في الكتب اليونانية والرومانية القديمة دون أن يكون لها حماية -القلعة- وتحصين تطرز بها الجبال المطلة على هذا الميناء. من خلال كل هذا يتبين لنا أن هناك حصن قديم فوق جبل صيرة وهناك من الطامعين والغزاة من قام بتوسعها وآخر قام بتخريبها ومن سعى لإعادة ترميمها وإصلاحها.

## الوصف العام للقلعة
ان الغرض من إنشاء القلعة إضافة إلى موقعها الاستراتيجي الذي يتحكم في ميناء عدن القديم كان عسكرياً بحتاً وذلك من أجل الدفاع عن المدينة، ويدل ذلك من حيث عدد المدافعين عنها وانتشارهم في حجراتها المتعددة ووجود المزاغل المنتشرة فيها تطل غالبيتها على البحر.
- الوصف لشكلها الخارجي

تتكون القلعة من برجين اسطوانيين متساويين في الارتفاع يحصران بينهما المدخل الرئيسي الواقع في الجهة الغربية، في البرجين فتحتان كبيرة وفتحات صغيرة عبارة عن «مزاغل» تضيق في المقدمة وتتسع للداخل بحيث تسمح بحرية الحركة للمرابط عليها والتصويب بدقة.
- المدخل

يوجد مدخلان للقلعة رئيسي وهو محصور بين البرجين ويقع في الجهة الغربية والباب الآخر يوجد في البرج الشمالي. ويصعد إلى المدخل الرئيسي بواسطة درجات دائرية الشكل تؤدي إلى فتحة باب مستطيلة بطول 47.2 سم وعرض 96.1 سم كان يغلق عليها باب خشبي سميك لا يوجد الآن ولكن آثاره باقية ثم يليه باب خشبي آخر بطول 72.2 سم وعرض 96.1 سم يفتح على الصالة المركزية.
- البرجان

احدهما يقع على جهة الجنوب والآخر إلى الشمال فيهما عدة فتحات ثلاث منها في الوسط وأربع في العلا وكذلك الحال بالنسبة للبرج الآخر ويختلف هذا البرج الواقع في جهة الجنوب بوجود باب من الناحية الشمالية ويلتف البرجان حول القلعة بشكل دائري حيث يلتقيان في الخلف.
- الوصف الداخلي للقلعة

المدخل الرئيسي للقلعة يفتح على صالة مركزية عليها ممرات تؤدي إلى حجرات مختلفة المساحات، أما سقفها فهو سطح وبه فتحات للتهوية والضوء.
ويلاحظ تنوع البناء والطراز المستخدم في اساليب الممرات بالأقبية الاسطوانية (البرميلية) والحجرات بالأقبية المتقطعة إلى جانب الأسقف المسطحة.
الجانب الأيمن للبرج الجنوبي من القلعة يوجد به اربع غرف (حجرات) ويتم الوصول إلى هذه الحجرات عبر ممرين، فالممر الأول يصل بالحجرة رقم (1-2) والممر الآخر يؤدي إلى الحجرتين (3-4).
- الجانب الشمالي من القلعة

في هذا البرج نفس عدد الحجرات في البرج الجنوبي ويتميز بوجود حجرات مغلقة من التهوية والضوء وربما انها تستخدم كمستودع أو مخزن للمؤن الغذائية وكذا الأسلحة وفي إحدى حجرات هذا البرج فتحة دائرية عبارة عن صهريج لخزن الماء لخدمة الحامية العسكرية في القلعة.
- الطابق العلوي (سقف القلعة)

يتم الصعود للطابق العلوي للقلعة عبر درج حجرية وعلى سطح القلعة اربع قواعد حديدية في الجهات الأبع مستندة على قواعد مستديرة الشكل مبنية من الحجارة ومكونة من ثلاث طبقات وطبقتين وقد سدت بعض المزاغل في الطابق العلوي بأنها -مستحدثة- ويبلغ عددها ثمانية وعشرين فتحة كما يوجد الحمام في الطابق العلوي.

## وصلات خارجية
- دليل مدينة عدن السياحي

‌